# レボリューショナリー・ロード/燃え尽きるまで
『レボリューショナリー・ロード/燃え尽きるまで』（レボリューショナリーロード もえつきるまで、Revolutionary Road）は、2008年のイギリス・アメリカ合衆国のドラマ映画。監督はサム・メンデス、出演はレオナルド・ディカプリオとケイト・ウィンスレットなど。原作は、1950年代末のアメリカの郊外生活を題材としたリチャード・イェーツの1961年出版の小説『家族の終わりに』。
『タイタニック』のレオナルド・ディカプリオとケイト・ウィンスレットが夫婦役で再共演。またキャシー・ベイツも『タイタニック』以来の再共演を果たしている。また、ウィンスレットは当時の夫であるサム・メンデスの監督作品に、初出演・主演している。
第66回ゴールデングローブ賞主演女優賞 (ドラマ部門)受賞。第81回アカデミー賞美術賞、衣装デザイン賞、助演男優賞ノミネート。

## ストーリー
1950年代のアメリカ。フランクとエイプリルは、子供にも恵まれ幸せに暮らしていた。ニューヨーク郊外のコネチカット州にある「レボリューショナリー・ロード」と呼ばれる通りに面した庭付きの一軒家、都会の大企業への電車通勤、週末のリゾートへの小旅行。まさに二人は戦後のアメリカが黄金期を謳歌していた時代の体現者だった。だが、2人はそんな暮らしにどこか閉塞感を抱いており、絵に描いたような「幸福な家族」の崩壊は間近に迫っていた。
エイプリルは俳優志望だったが才能に恵まれなかった。フランクと結婚して2児を儲け、主婦業に専念しようとしていた。他方、フランクは、かつて父親が働いていた会社で、生き甲斐を見いだせず、浮気したりしていた。ある日、エイプリルは、結婚当初にフランクが憧れていたパリでの生活が、フランクの人生を意味あるものにすると考えた。自分が諦めた人生の生き甲斐を、夫に追求して貰うべく、そこに生き甲斐を見出そうとした。フランクもエイプリルの計画に賛同し、両者は、この点で意見の一致を見た。しかし、不運にも、エイプリルは妊娠してしまい、計画は御破算になった。フランクに自分の人生をやり直させようとしたエイプリルにとって、計画通りに事が運ばないことは、自分の人生の終わりを意味していた。出世という平凡な幸運に引き寄せられるフランクの子供を産み育てることにも意味を見出せなかった。何か別の生き方・価値観を模索するエイプリルと、そうではないフランクとの間には、決定的な溝があった。エイプリルには、自らの手で堕胎する道しか残っていなかった。エイプリルは出血多量で死亡し、フランクは2児を連れて「レボリューショナリー・ロード」を去り、ニューヨークに居を移した。

## キャスト
※括弧内は日本語吹替
- フランク・ウィーラー - レオナルド・ディカプリオ（浪川大輔）
- エイプリル・ウィーラー - ケイト・ウィンスレット（林真里花）
- ヘレン・ギヴィングス夫人 - キャシー・ベイツ（小宮和枝）
- ジョン・ギヴィングス - マイケル・シャノン（青山穣）
- ミリー・キャンベル - キャスリン・ハーン（住友優子）
- シェップ・キャンベル - デヴィッド・ハーバー（山野井仁）
- ジェニファー・ウィーラー - ライアン・シンプキンス（英語版）（釘宮理恵）
- マイケル・ウィーラー - タイ・シンプキンス（たなか久美）
- ジャック・オードウェイ - ディラン・ベイカー（水内清光）
- バート・ポラック - ジェイ・O・サンダース（土師孝也）
- ハワード・ギヴィングス - リチャード・イーストン（英語版）
- モーリーン・グラブ - ゾーイ・カザン

## 作品の評価

### 映画批評家によるレビュー
Rotten Tomatoesによれば、216件の評論のうち高評価は67%にあたる144件で、平均点は10点満点中6.6点、批評家の一致した見解は「演技も見事で感情面でも力強い『レボリューショナリー・ロード/燃え尽きるまで』は、リチャード・イェーツの著名な小説を見事に翻案した作品である。」となっている。
Metacriticによれば、38件の評論のうち、高評価は28件、賛否混在は9件、低評価は1件で、平均点は100点満点中69点となっている。

### 受賞歴
- ゴールデングローブ賞：主演女優賞（ドラマ部門）
- サテライト賞：助演男優賞
- セントルイス映画批評家協会賞：主演女優賞
- バンクーバー映画批評家協会賞（英語版）：主演女優賞（『愛を読むひと』に対しても）